# Hasim Rahman

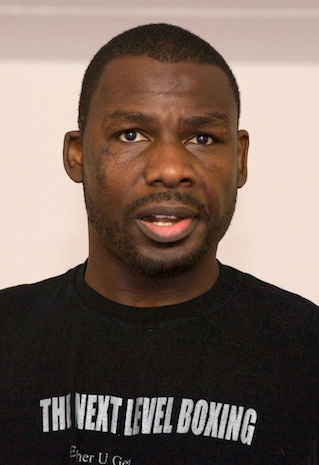
Hasim Rahman in 2008

Hasim Sharif Rahman (Baltimore, 7 november 1972) is een Amerikaans voormalig bokser. Hij was tweevoudig wereldkampioen in het zwaargewicht.
In 2001 werd Rahman voor het eerst bekend op het wereldtoneel toen hij onverwachts Lennox Lewis door een knock-out versloeg, en hij won hiermee de WBC-, IBF- en IBO-titels. Hetzelfde jaar wreekte Lewis het verlies en herwon zijn kampioenschap door Rahman in een rematch uit te schakelen. In 2005 won Rahman de WBC-titel voor een tweede keer door Monte Barrett te verslaan. Zijn regeerperiode als kampioen eindigde in 2006, nadat hij verloor van Oleg Maskaev op knock-out in een rematch van hun eerste gevecht in 1999.